# III Congreso Nacional del Kuomintang
El III Congreso Nacional del Kuomintang (en chino tradicional, 中國國民黨第三次全國代表大会) fue el tercer congreso nacional del Kuomintang, celebrado del 15 al 28 de marzo de 1929 en Nankín, República de China. Este fue el primer congreso nacional del KMT después de la reunificación china en 1928 después de la Expedición del Norte, por lo que se ubicó en la capital unificada de la RDC, Nankín.

## Resultados
El Congreso anunció formalmente el fin del período militar y político y el comienzo del período de entrenamiento político, y "determinó que el legado principal del primer ministro —los Tres Principios del Pueblo, la Constitución de los Cinco Poderes, la Estrategia de Construcción Nacional, el Esquema de Construcción Nacional y la Ley de Implementación del Gobierno Autónomo Local— serían las leyes fundamentales más altas de la República de China durante el período de entrenamiento político".